# Franz Xaver Schmuzer
Franz Xaver Schmuzer (* 1713; † 24. April 1775 in Wessobrunn) war ein deutscher Maler und Stuckateur der Wessobrunner Schule. Er war der Sohn von Joseph Schmuzer und gehörte zur Künstlerfamilie Schmuzer, die neben den Familien Feichtmayr und Zimmermann die bedeutendsten Künstler der Wessobrunner Schule hervorbrachte.

## Werke

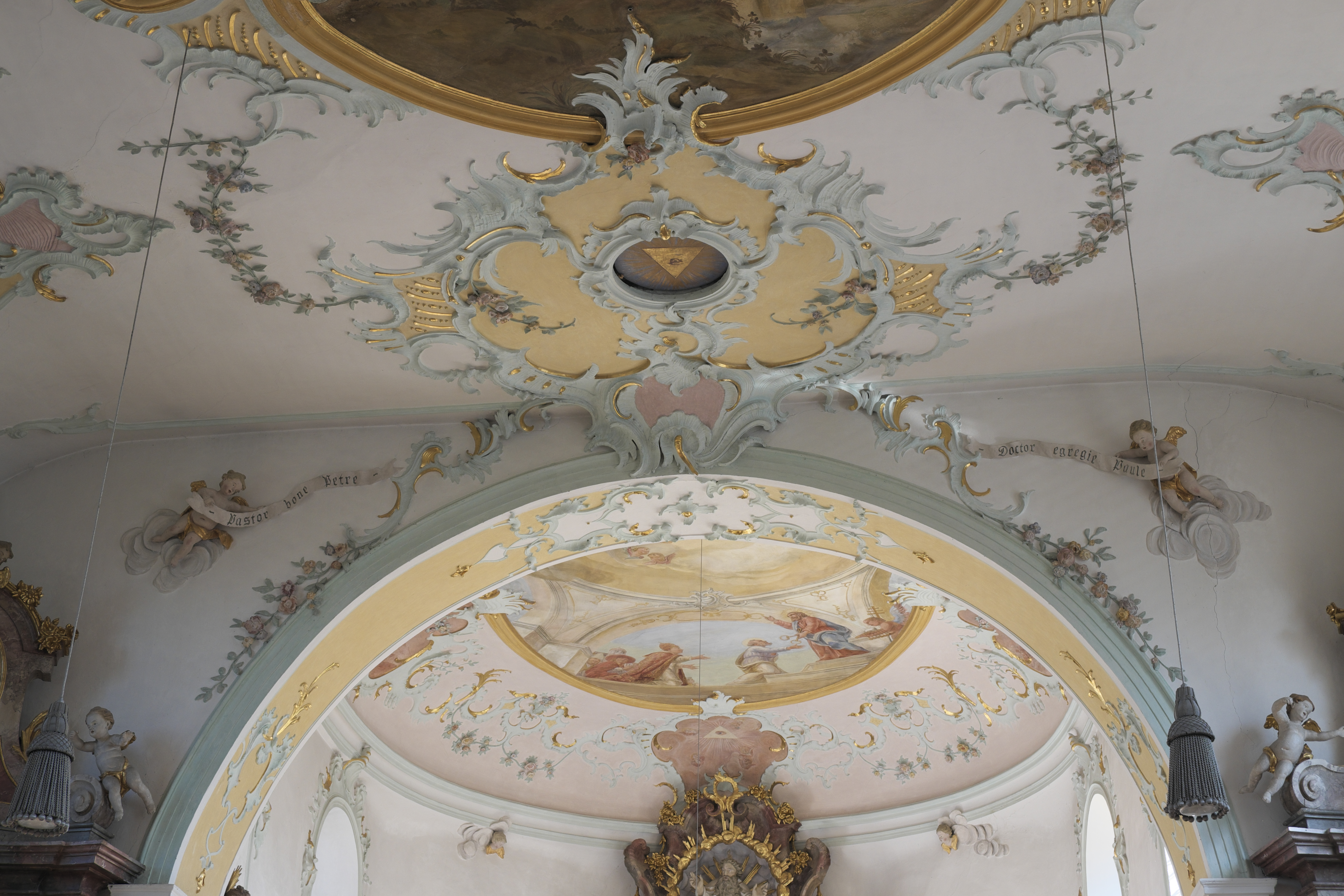
Stuckdekor in der Kirche St. Petrus und Paulus in Petzenhausen

- 1740/42 zusammen mit seinem Vater Stuckierung in der Pfarrkirche Oberammergau
- 1743: Stuck in der Prälatur (später Konventbau) im Kloster Weingarten
- 1748: Stuckdekor im Chor der Filialkirche Unsere Liebe Frau in Petzenhausen (Weil)
- um 1750: Stuckdekor der Kirche St. Petrus und Paulus in Petzenhausen (Weil)
- um 1750: Barockisierung der Klosterkirche Mariä Himmelfahrt in Ettal (gemeinsam mit Johann Georg Üblhör)
- 1750/51 Kapplkirche zum Heiligen Blut in Unterammergau, Gewölbestuck und Seitenaltäre.
- 1751: Klosterkirche Steingaden, Umbau und Stuckierung
- 1751/53  Pfarrkirche Schongau, Umbau Langhaus
- 1756: Barockisierung der Wallfahrtskirche Maria Kappel in Schmiechen
- 1759 Kloster Obermarchtal, Altäre aus Stuckmarmor
- Zugeschrieben: (zusammen mit Francesco Pocci)  Pfarrkirche Maria Himmelfahrt (Seekirch) bei Riedlingen und evtl. 1754: Wallfahrtskirche Vesperbild Ziemetshausen